# Martha Elena García
Martha Elena García Gómez (Oaxaca de Juárez, Oaxaca; 3 de mayo de 1945) es una política mexicana, esposa del exgobernador del estado de Nayarit, Antonio Echevarría Domínguez exsenadora del Partido Acción Nacional por el Estado de Nayarit, y exdiputada al Congreso Federal en dos ocasiones 2009-2012 y 2018 al 2021, también es madre del exgobernador de Nayarit Antonio Echevarría García (2017-2021).
Nació en Oaxaca de Juárez, Oaxaca, el 3 de mayo de 1945 pero desde los seis años reside en Tepic, Nayarit.
Presidenta del Sistema DIF-Nayarit durante el mandato de su  esposo (1999-2005).
En 2004 decide incursionar en la política y crea polémica en México al convertirse en una de las primeras damas estatales que aspiran a suceder a sus esposos en el cargo de gobernador. Militante en ese entonces del PAN, solicita a los partidos políticos considerar sus aspiraciones y encabeza el 14 de noviembre un evento donde se separa del DIF y hace público su deseo de contender por la gubernatura de Nayarit bajo el lema "yo tengo un corazón igual al tuyo". Pero solo el Partido Convergencia responde positivamente a su solicitud y finalmente declina a su aspiración renunciando además a su militancia panista.
Al término del sexenio de su esposo, participa activamente en la Fundación Alica de Nayarit filial del Grupo Empresarial Alica, un conglomerado de empresas de su familia, y preside el Patronato Ciudad del Niño.
Fue candidata por la alianza PAN-PRD a contender por la Gubernatura del estado de Nayarit en las elecciones estatales de 2011.
Actualmente es senadora del Partido Acción Nacional.